# Шелехес, Илья Савельевич
Илья Савельевич Шелехес (укр. Ілля Савелійович Шелехес, партийный псевдоним Исаев; (10 марта 1891, Подольск, Московская губерния или Москва — 3 сентября 1937, СССР) — советский государственный и партийный деятель. Первый заместитель председателя Совета народных комиссаров УССР, член Политбюро ЦК КП(б)У.

## Биография
Илья Шелехес родился 10 марта 1891 года в семье ремесленника-часовщика в городе Подольске Подольского уезда Московской губернии, ныне город — административный центр городского округа Подольск Московской области. По другим данным родился в городе Москве. По некотором данным при рождении был назван Израилем, по национальности еврей.
Окончил реальное училище.
С 1908 года член РСДРП, с 1917 — РСДРП(б), с 1918 — РКП(б), с 1925 — ВКП(б).
В 1912 году был арестован и выслан в Тульскую губернию. В 1914 году был арестован во второй раз и выслан в город Шадринск Шадринского уезда Пермской губернии.
С февраля по июль 1917 года — секретарь Московского Союза торгово-промышленных служащих.
С июля 1917 по январь 1918 года служил в Русской императорской армии. Рядовой 193-го пехотного запасного полка в Москве (Хамовнические казармы). В октябре 1917 года избран членом полкового военно-революционного комитета, активный участник Октябрьского вооруженного восстания в Москве.
С октября 1917 по май 1918 года — член Хамовнического районного комитета РСДРП(б) — РКП(б).
С мая 1918 года секретарь Нижегородского военно-революционного комитета, затем заместитель председателя Исполнительного комитета Нижегородского губернского Совета.
С февраля по июль 1919 года — председатель Исполнительного комитета Курского губернского Совета.
С июля 1919 года — председатель РВС Курского укреплённого района. С 1 декабря 1919 года по 1 мая 1920 военком 13-й стрелковой дивизии (8-я армия), начальник Политического отдела 8-й армии.
С июня по ноябрь 1920 года — комиссар Управления Екатерининской железной дороги (Екатеринослав).
С ноября 1920 по апрель 1921 года — заведующий Отделом материально-технического снабжения ВЦСПС.
С апреля по июль 1921 года — заместитель народного комиссара путей сообщения Украинской ССР.
С июля по октябрь 1921 года — председатель Исполнительного комитета Николаевского губернского Совета.
В 1921 году брат Яков Шелехес (ювелир, оценщик Гохрана) был расстрелян в 1921 году по делу о хищениях в Гохране.
С октября 1921 по март 1922 года — ответственный секретарь Николаевского губернского комитета КП(б) Украины.
С 20 июня 1922 по февраль 1924 года — председатель Исполнительного комитета Ярославского губернского Совета.
С февраля по ноябрь 1924 года — ответственный секретарь Ярославского губернского комитета РКП(б)
С ноября 1924 года по февраль 1926 года — уполномоченный Совета Труда и Обороны СССР по Средней Азии.
21 мая 1925 года на 1-й сессии Центрального Исполнительного Комитета Союза ССР 3-го созыва избран кандидатом в члены Президиума Центрального Исполнительного Комитета Союза ССР.
С февраля 1926 года работал в ЦК ВКП(б). С мая 1926 по октябрь 1928 года — ответственный инструктор Организационно-распределительного отдела ЦК ВКП(б), курировал Дальневосточный край. В декабре 1927 года был делегатом XV съезда ВКП(б).
С октября 1928 по апрель 1929 года — ответственный секретарь Брянского губернского комитета ВКП(б)
С 20 февраля по 24 июля 1929 года — председатель Организационного комитета Президиума ВЦИК по Западной области (Смоленск).
С 8 апреля по 26 июля 1929 года — председатель Исполнительного комитета Смоленского губернского Совета.
С 29 июля 1929 по 28 февраля 1933 года — председатель Исполнительного комитета Западного областного Совета.
С 13 июля 1930 по 1937 год — член Центральной Ревизионной Комиссии ВКП(б) (избран на XVI и XVII съездах ВКП(б)).
С 4 марта 1933 по 9 мая 1934 года — председатель Харьковского областного Совета и одновременно городского Совета. Возглавлял органы советской власти Харьковщины во время трагических событий голода 1933 года.
С 22 апреля 1933 по 4 июля 1937 года член ЦК КП(б)У (кооптирован в состав членов ЦК КП(б) Украины Постановлением пленума ЦК КП(б) Украины; избран на XII и XIII съездах КП(б)У; исключён из состава членов ЦК КП(б) Украины Постановлением пленума ЦК КП(б) Украины 3—4 июля 1937 года).
С 22 апреля 1933 по 25 апреля 1934 года член Организационного бюро ЦК КП(б) Украины.
С 25 апреля 1934 по 23 мая 1936 года кандидат в члены Политбюро ЦК КП(б) Украины, а с 23 мая 1936 года по 4 июля 1937 года — член Политбюро ЦК КП(б)У.
С 28 апреля 1934 по 1937 год — первый заместитель председателя Совета народных комиссаров УССР.
Илья Савельевич Шелехес арестован 23 июня 1937 года. Постановлением пленума ЦК КП(б) Украины 3—4 июля 1937 года исключён из состава членов ЦК КП(б) Украины. 2 сентября 1937 года приговорен Военной коллегией Верховного суда СССР к высшей мере уголовного наказания — смертной казни и в ночь на  3 сентября 1937 года был расстрелян в городе Киеве Украинской ССР, ныне столица Украины.
Определением Военной коллегией Верховного суда СССР от 21 июля 1956 года реабилитирован.

## Семья
- Отец Савелий Иосифович Шелехес —  ремесленник-часовщик.
  - Сестра — Александра Савельевна Шелехес-Исаева (1870-1948)
  - Брат — Иосиф (Осип) Савельевич Шелехес-Исаев (1882-1932). Его дочь — Валерия Иосифовна Шелехес-Исаева (1915-1997)
  - Сестра — Вера Савельевна Шелехес-Ефимова (1888-1953). Член РСДРП(б) с 1910 года.
  - Брат — Александр Шелехес (партийный псевдоним — Савельев; 27 апреля 1889 — 28 марта 1919) — председатель Хамовническо-Дорогомиловского райсовета, член Московского комитета РКП(б).
  - Яков Шелехес — ювелир, оценщик Гохрана, расстрелян в 1921 году по делу о хищениях в Гохране.
  - Брат —  Федор ?
- 1-й брак — Миткевич Ольга Александровна (1889—1938), Член РСДРП(б) с 1905 года. Осуждена и расстреляна в 1938 г. в Москве. Реабилитирована посмертно.
- 2-й брак — Елена Ильинична Вегер (1901—1937 (3 сентября 1937 приговорена к расстрелу и расстреляна в тот же день в Киеве; реабилитирована посмертно) — сотрудница Президиума (секретариата?) ВЦИК, дочь Ильи Сергеевича Вегера (1865–1949), сестра Владимира Ильича Вегера (1888 — 1945) Раисы Ильиничны Вегер (1894—1978) и Евгения Ильича Вегера (1899—1937; расстрелян 30 октября 1937 г. в Москве; реабилитирован посмертно)[2].

## Сочинения
- Шелехес, И. С. Наша область. — Москва — Смоленск: Гос. изд-во, 1930. — 40 с. — 10 000 экз.[8]
- Шелехес, И. С. Состояние и перспективы развития животноводства в Западной области. — Москва — Смоленск: Гос. изд-во, 1930. — 40 с. — 7000 экз.[9]
- Шелехес, И. С. Наша область ко II съезду советов. — Смоленск — Москва: Зап. обл. отд-ние Огиза, 1931. — 47 с. — 7000 экз.[10]
- Шелехес, И. С. О мероприятиях по организационно-хозяйственному укреплению колхозов. — Смоленск: Зап-гиз, 1932. — 63 с. — 5000 экз.[11]
- Шелехес, И. С. О народно-хозяйственном плане Западной области на 1932 год. — Смоленск: Зап. обл. гос. изд., 1932. — 63 с. — 5000 экз.[12]
- Шелехес, И. С. На борьбу за урожай. — Москва — Смоленск: Партиздат, 1933. — 29 с.[13]